# Воєнна доктрина України
Воє́нна доктри́на Украї́ни — складова частина концепції національної безпеки, становить сукупність основоположних настанов і принципів щодо організації та забезпечення безпеки особи, народу і держави шляхом політичних, дипломатичних, економічних та воєнних заходів. Визначає державну політику України у військовій сфері.

## Історія розробки
Перша редакція Воєнної доктрини України була прийнята Постановою Верховної Ради України N 3529-XII 19 жовтня 1993 р.
Друга редакція Воєнної доктрини України була прийнята Указом Президента України N 648/2004 15 червня 2004 р. Доктрина має оборонний характер, охоплює воєнно-політичні, воєнно-технічні та воєнно-економічні аспекти.
Третя редакція Воєнної доктрини України прийнята РНБО України 2 вересня 2015, під час російської збройної агресії проти України 2014—2015 рр, і введена в дію 24 вересня Указом Президента України. Доктрина визначає як актуальні воєнні загрози для України: збройну агресію Росії проти України; нарощування військової потужності РФ в безпосередній близькості до державного кордону, у тому числі можливість розгортання тактичної ядерної зброї на території Криму; мілітаризацію тимчасово окупованої території, присутність військового контингенту РФ у Придністровському регіоні Молдови, активізація російськими спецслужбами розвідувально-підривної діяльності в Україні з метою дестабілізації внутрішньої ситуації. Також до загроз віднесено діяльність на території України незаконних збройних формувань, спрямована на залякування населення та порушення функціонування органів державної влади.
14 березня 2016 Президент України Петро Порошенко ввів у дію рішення Ради національної безпеки і оборони України від 4 березня 2016 року «Про Концепцію розвитку сектору безпеки і оборони України». В концепції визначено систему поглядів на розвиток безпекових та оборонних спроможностей України у середньостроковій перспективі та актуальні загрози безпеці. Основними загрозами визначені: агресивні дії Росії, що здійснюються для виснаження української економіки і підриву суспільно-політичної стабільності з метою знищення держави Україна і захоплення її території; застосування Росією проти України воєнної сили та технологій гібридної війни.
Указом Президента України Володимира Зеленського від 25 березня 2021 року № 121/2021 Про рішення Ради національної безпеки і оборони України від 25 березня 2021 року «Про Стратегію воєнної безпеки України» Воєнна доктрина України як концепція національної безпеки була скасована та замінена відповідно Стратегією воєнної безпеки. 